# タイ・ベトジェットエア
タイ・ベトジェットエア (Thai Vietjet Air) は、タイの格安航空会社である。ベトナムのベトジェットエアが出資したThai VietJet Air Joint Stock Co., Ltd.によって運航されている。

## 歴史
2014年に設立、2015年5月19日に運航を開始した。当初はチャーター便のみを運航していたが、2016年9月15日より定期便の運航を開始した。
バンコクを拠点にする格安航空会社は、ドンムアン空港に乗り入れることが多いが、スワンナプーム国際空港に乗り入れている。

## 就航都市
| 国・地域   | 就航地 |
| ---------- | --- |
| タイ       | バンコク/スワンナプーム、チェンマイ、チェンライ、ハートヤイ、コーンケン、クラビー、プーケット、スラートターニー、ウボンラーチャターニー、ウドーンターニー |
| カンボジア | プノンペン |
| 中国       | 北京大興、長沙、常州、成都天府、重慶、張家界、広州、桂林、海口、杭州、合肥、昆明、寧波、上海浦東、徐州、鄭州                                              |
| 日本       | 東京/成田(2025年12月15日より就航予定)、福岡、大阪/関西、沖縄/那覇、札幌/新千歳                                                                            |
| マカオ     | マカオ |
| 台湾       | 台北/桃園 |
| 韓国       | ソウル/仁川(2025年10日1日より運航開始予定) |
| ベトナム   | ダナン、フーコック島 |
| インド     | コルカタ(2025年11月16日より運航開始予定)、ムンバイ、アフマダーバード(2025年12月4日より運航開始予定)                                                       |

2025年7月現在

## 日本との関係

### 日本への運航便
| 便名      | 路線                    | 路線          | 路線        | 機材                          |                            |
| --------- | ----------------------- | ------------- | ----------- | ----------------------------- | -------------------------- |
| VZ566/567 | バンコク/スワンナプーム | 台北/桃園経由 | 大阪/関西   | エアバスA321                  |                            |
| VZ570/571 | バンコク/スワンナプーム | 台北/桃園経由 | 札幌/新千歳 | エアバスA320                  | 季節限定                   |
| VZ568/569 | バンコク/スワンナプーム | 台北/桃園経由 | 那覇        | エアバスA320                  |                            |
| VZ820/821 | バンコク/スワンナプーム | 大阪/関西     | 大阪/関西   | エアバスA321                  | 2025年12月1日より就航予定  |
| VZ830/831 | バンコク/スワンナプーム | 東京/成田     | 東京/成田   | エアバスA321                  | 2025年12月15日より就航予定 |
| VZ810/811 | バンコク/スワンナプーム | 福岡          | 福岡        | - エアバスA320 - エアバスA321 |                            |
| VZ822/823 | チェンマイ              | 大阪/関西     | 大阪/関西   | - エアバスA320 - エアバスA321 |                            |

### 日本との歴史
- 2022年2月22日、国土交通省より外国人国際航空運送事業の経営許可を取得[8]。
- 2022年7月16日から、バンコク/スワンナプーム-福岡線に就航した[9]。
- 2023年1月31日から、チェンマイ - 大阪間に就航した[10]。
- 2023年9月27日から、大阪/関西-台北/桃園-バンコク/スワンナプーム線を運航開始[11]。
- 2024年11月2日から、沖縄/那覇-台北/桃園-バンコク/スワンナプーム線を開設[12]。
- 2024年12月17日から、札幌/新千歳-台北/桃園-バンコク/スワンナプーム線を開設[13]。
- 2025年12月1日から、大阪/関西-バンコク/スワンナプーム線を開設予定[7]。
- 2025年12月15日から、東京/成田-バンコク/スワンナプーム線を開設予定[7]。

## 機材
2025年5月現在、タイ・ベトジェットエアの機材は以下のとおりである。
| 航空機           | 保有数 | 発注数 | 座席数 | 備考 |
| ---------------- | ------ | ------ | ------ | ---- |
| エアバスA320-200 | 12     |        | 180    |      |
| エアバスA321-200 | 6      |        | 230    |      |
| 合計             | 18     |        |        |      |